# Holmelgonia perturbatrix
Holmelgonia perturbatrix là một loài nhện trong họ Linyphiidae.
Loài này thuộc chi Holmelgonia. Holmelgonia perturbatrix được miêu tả năm 1986 bởi Rudy Jocqué & Scharff.